# Księgowanie (informatyka)
Księgowanie lub kronikowanie (ang. journaling) – sposób zapisywania danych w bazach danych oraz w systemie plików. Przy użyciu księgowania dane nie są od razu zapisywane na dysk, tylko zapisywane w dzienniku/kronice (ang. journal). Dzięki takiemu mechanizmowi działania zmniejsza się prawdopodobieństwo utraty danych: jeśli utrata zasilania nastąpiła w trakcie zapisu – zapis zostanie dokończony po przywróceniu zasilania, jeśli przed – stracimy tylko ostatnio naniesione poprawki, a oryginalny plik pozostanie nietknięty. Specjalnym przypadkiem systemu plików z księgowaniem jest księgowanie metadanych – nie księguje się w tym wypadku właściwego zapisu danych pliku. De facto księgowanie jest formą realizacji zapisu transakcyjnego – jaki zwykle oferowały transakcyjne bazy danych (DB2, IMS, Oracle, RDB i inne), czy serwery transakcyjne (TTS, CICS).
Systemami plików z księgowaniem są:
- BeFS – system plików systemu BeOS,
- ext3 – dodający mechanizmy księgowania do popularnego linuksowego ext2,
- ext4 – następca systemu plików ext3,
- GFS – system plików dla klastrów, obsługuje wiele dzienników, co najmniej jeden dziennik na każdy węzeł klastra piszący do partycji,
- HFS+ – system plików firmy Apple Computer dla systemów Mac OS,
- JFS – zaprojektowany przez firmę IBM, przeniesiony do Linuksa,
- NTFS – system plików systemów Microsoft Windows NT/XP/2000/2003,
- ReiserFS – system plików stworzony przez Hansa Reisera z firmy Namesys,
- Reiser4 – unowocześnienie ReiserFS, wykorzystuje księgowanie metadanych,
- SFS – Smart File System – system plików dla komputerów Amiga,
- XFS – system zaprojektowany przez firmę SGI dla swego systemu IRIX, obsługiwany również przez Linuksa,
- UFS – podstawowy system plików we FreeBSD.